# Gastrochilus flabelliformis
Gastrochilus flabelliformis är en orkidéart som först beskrevs av Ethelbert Blatter och Mccann, och fick sitt nu gällande namn av Cecil John Saldanha. Gastrochilus flabelliformis ingår i släktet Gastrochilus och familjen orkidéer. Inga underarter finns listade i Catalogue of Life.